# Чилибуха
Чилибу́ха, Чилибуха обыкнове́нная, или Рво́тный оре́х (лат. Strýchnos nux-vómica) — тропическое листопадное дерево, вид рода Стрихнос (Strychnos) семейства Логаниевые (Loganiaceae).
Семена дерева — рвотные орешки — являются основным источником ядовитых алкалоидов стрихнина и бруцина.

## Описание

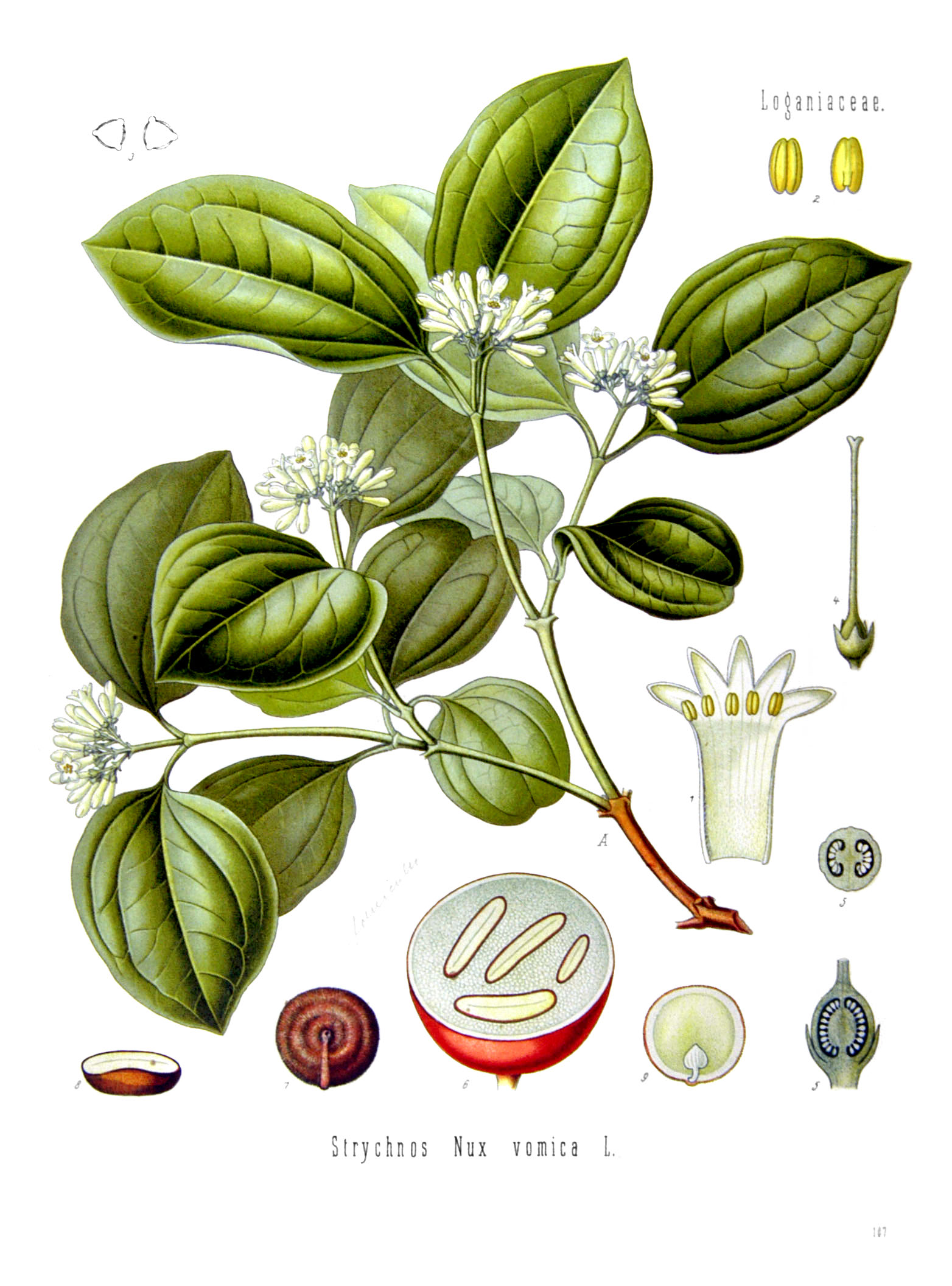

Небольшое листопадное дерево высотой до 15 м.
Листья супротивные, овальные, блестящие, кожистые.
Цветки мелкие, зеленовато-белые, пятичленные, с трубчатым венчиком, образуют полузонтиковидные соцветия в пазухах листьев.
Формула цветка: {\displaystyle \ast K_{(5)}\;C_{(5)}\;A_{5}\;G_{({\underline {2}})}}
Плод — ягодообразный, шаровидный, ярко оранжево-красный, крупный, с твёрдой кожурой, с межплодником в виде бесцветной студенистой мякоти, в которой содержится от 2 до 6 дисковидных семян. Семена 4—5 мм в диаметре и 1,5—2,5 мм толщиной, дисковидной формы, несколько искривлённые, желтовато-серого цвета, поверхность шелковисто-блестящая, покрытая многочисленными прижатыми волосками, из центра радиально расходящимися. В центре небольшой округлый рубчик, от которого тянется валик из сходящихся волосков к краю семени, где выпячивается корешок зародыша в виде сосочка. Семена очень твёрдые, роговидные, после продолжительного кипячения их можно разрезать вдоль. Внутри находится узкая центральная полость, большой эндосперм и на краю маленький зародыш с сердцевидными долями.
|                             |  |
| Слева направо: плод, семена |  |

## Распространение
Произрастает в тропических лесах Южной Азии (Камбоджа, Лаос, Таиланд, Вьетнам, Малайзия, Индия, остров Шри-Ланка), в северной части Австралии. Культивируется в африканских тропиках.

## Химический состав семян
Семена чилибухи содержат 2-3 % индоловых алкалоидов, из которых немного меньше половины (47 %) приходится на стрихнин и почти столько же на бруцин. Также семена содержат в небольших количествах другие производные индола: вомицин, псевдострихнин (C21H22O3N2), α-колубрин (C22H24O3N2), β-колубрин (C22H24O3N2), струксин (C21H3O4N2).
Помимо алкалоидов, в семенах рвотного ореха содержится хлорогеновая кислота, гликозид логанин (C17H26O10), тритерпеноид циклоарсенал (C30H26O), стигмастерин.

## Практическое использование
Бруцин, содержащийся в семенах чилибухи, используют как химический реактив.
Стрихнин из семян чилибухи, в связи с его высокой токсичностью, широко применялся ранее как средство для уничтожения грызунов и бродячих собак.

### Использование в медицине
Лекарственным сырьём является семя чилибухи, или рвотный орех (лат. Semen Strychni, или Nux vomica). В медицине используют азотнокислую соль — стрихнина нитрат, а также галеновые препараты: настойку чилибухи и экстракт чилибухи сухой. Сырьё и стрихнина нитрат хранили по списку А.
Стрихнина нитрат используют как средство, стимулирующее центральную нервную систему и в первую очередь повышающее рефлекторную возбудимость; галеновые препараты чилибухи используют как средство, стимулирующее обмен веществ и тонизирующее. Препараты чилибухи используют строго под контролем врача.